# Снежка (Брянск)
Сне́жка (Сне́жеть, неофиц. Сне́жетьская) — бывший посёлок в Брянской области. В настоящее время — обособленная часть посёлка городского типа Большое Полпино, лежащая в 4 км к югу от основной части Большого Полпина.
Находится у восточной окраины Брянска, при станции Снежетьская (на линии Брянск — Орёл).
В 2 км к северу протекает река Снежеть (разг. Снежка), по которой названы станция и посёлок.

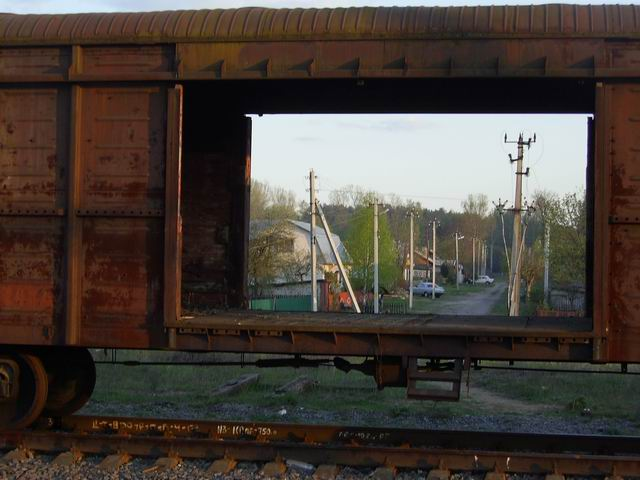
Вид на Зелёную улицу посёлка сквозь списанный товарный вагон на запасном пути станции Снежетьская.

Возник в конце XIX века в связи со строительством здесь железнодорожной станции.
С 1951 года посёлок Снежка передан в административное подчинение Брянску, а в 1963 году подчинён Большеполпинскому сельсовету. В настоящее время Снежка входит в состав посёлка городского типа Большое Полпино и административно подчинена Володарскому району города Брянска.
В посёлке Снежка находится главная контора Снежетьского лесничества.
Вблизи посёлка воздвигнут памятник воинам, погибшим во время Великой Отечественной войны в располагавшемся здесь госпитале. Также имеется памятник на месте гибели военного лётчика( неизвестный солдат). На самом деле там две могилы: одна - на месте которой стоит памятник, вторая немного вперед - около 5 метров (в сторону "вышки") по этой же стороне дороги, но к сожалению в начале 2000-х на месте этой могилы стала проходить дорога. Это известный факт - но почему-то об этом никто не упоминает.
Связан с Брянском городскими автобусами 16 А и 33 К. Раньше ходили маршрутные такси №45 и №58